# Dłużynka wiciokrzewowa
Dłużynka wiciokrzewowa (Oberea pupillata) – gatunek chrząszcza z rodziny kózkowatych (Cerambycidae) i podrodziny zgrzypikowych (Lamiinae).

## Opis

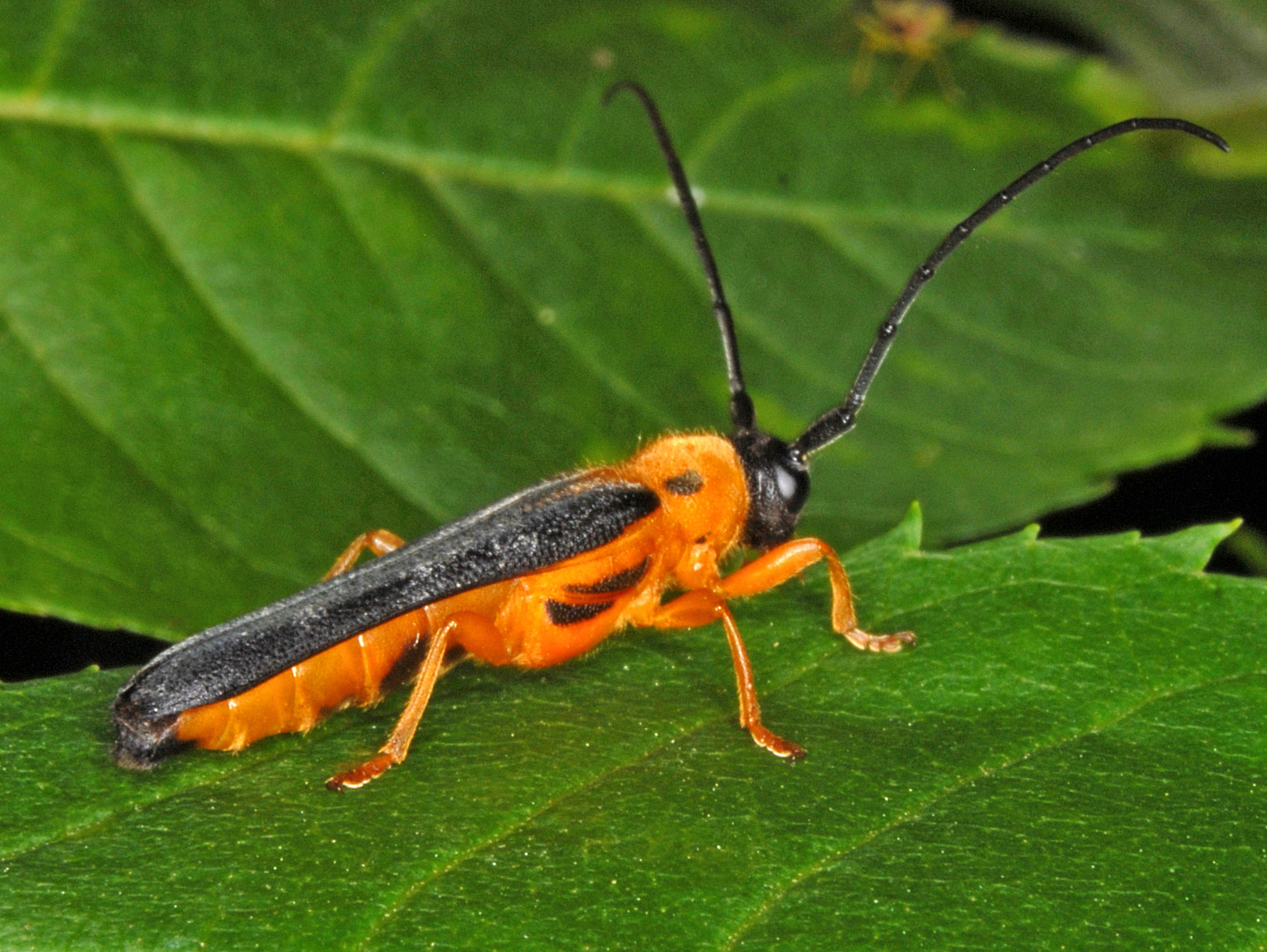
Imago z boku

Ciało imago smukłe i podłużne, o długości 13-18 mm. Głowa czarna, podobnie jak czułki. Przedplecze pomarańczowe, z wyjątkiem dwóch czarnych, łezkowatych plamek w jego dolnej części. Pokrywy szare, czarno punktowane, nieco szersze u nasady, pośrodku której przybierają kolor pomarańczowy. Dwie czarne smugi po bokach ciała. Odwłok pomarańczowy, przybiera czarną barwę pod spodem paru pierwszych segmentów, a także na ostatnim z nich. Nogi w pełni pomarańczowe.

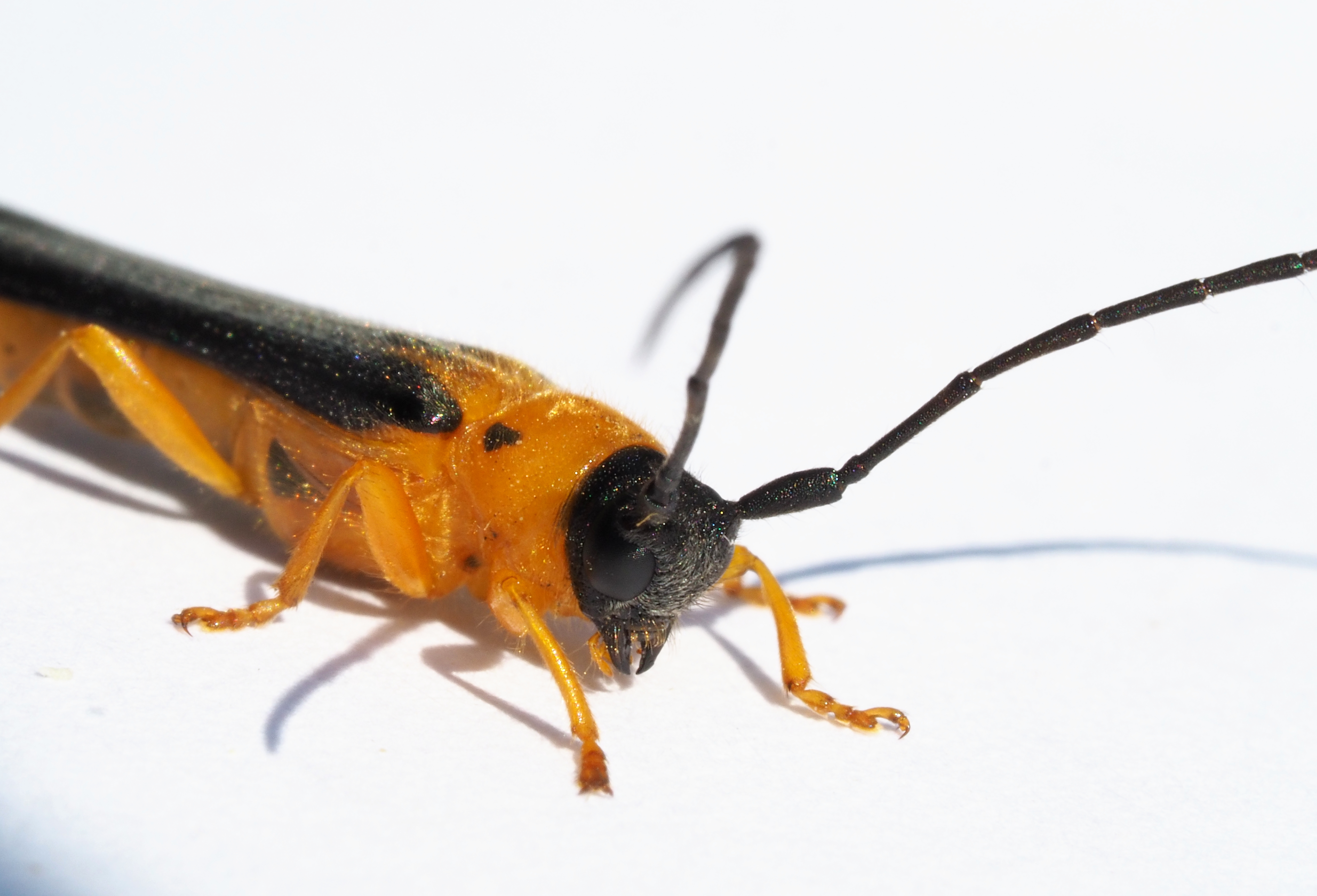
Przód

Podobnym gatunkiem do dłużynki wiciokrzewowej w Europie jest dłużynka dwukropkowa (Oberea oculata), której pokrywy są wyraźniej punktowane i zwykle nie posiadają pomarańczowych akcentów, a czarne plamki na jej przedpleczu są bardziej okrągłe i położone w jego górnej części.

## Biologia
Imagines latają od maja do sierpnia. Zasiedlają głównie tereny pagórkowate i górzyste (w Alpach obserwowana do około 1600 m n.p.m.), ale także inne obszary, jak parki i zarośla, koniecznie jednak porośnięte wiciokrzewem (Lonicera), będącym rośliną żywicielską chrząszczy. Żerowanie stwierdzono m.in. na wiciokrzewie przewiercieniu (L. caprifolium), wiciokrzewie pospolitym (L. xylosteum) oraz wiciokrzewie tatarskim (L. tatarica). W czasie rójki dłużynki osobniki obserwowane są podczas lotów koło krzewów lęgowych lub odpoczywające na liściach niżej położonych gałęzi roślin. Jak u innych przedstawicieli rodzaju, samice składają zazwyczaj jedno jajo w zagłębieniach wyrzeźbionych w korze swoimi żuwaczkami. Larwa odbywa rozwój w wyżłobionych przez siebie tunelach wewnątrz gałęzi rośliny żywicielskiej. Cykl larwalny trwa od dwóch do trzech lat.

## Występowanie
Gatunek znany z Europy, zwłaszcza z jej południowej i środkowej części. Pojedyncze obserwacje pochodzą także ze wschodu kontynentu (Litwa, Łotwa, europejska część Rosji).
W Polsce uznawany za gatunek rzadki, widywany głównie na południu kraju.